# Sayed Ayari
Pour les articles homonymes, voir Ayari.
 (novembre 2024).
Si vous disposez d'ouvrages ou d'articles de référence ou si vous connaissez des sites web de qualité traitant du thème abordé ici, merci de compléter l'article en donnant les références utiles à sa vérifiabilité et en les liant à la section « Notes et références ».
Sayed Ayari, né le 22 août 1952 à Kairouan, est un joueur et entraîneur de handball tunisien.

## Biographie
Il fait son apprentissage du handball à la Jeunesse sportive kairouanaise avant de rejoindre en 1969 la Zitouna Sports en raison de ses études à l'Institut national du sport à Tunis.
Il est sélectionné en équipe nationale des cadets puis en équipe nationale universitaire en 1971 et enfin en sélection nationale, avec laquelle il remporte notamment deux coupes maghrébines. Mais il est plus intéressé par la fonction d'entraîneur : il revient à son équipe d'origine et ne tarde pas à en assurer la direction technique. Il contribue en tant qu'entraîneur-joueur à la première accession de la Jeunesse sportive kairouanaise en division nationale et lui permet de disputer sa première finale de coupe de Tunisie en 1978.
Il est alors sollicité par l'Étoile sportive du Sahel pour mettre en place une équipe performante et ne tarde pas à intéresser la Fédération tunisienne de handball, qui le nomme d'abord comme adjoint de l'entraîneur national avant de le nommer à la tête de l'équipe de Tunisie qu'il entraîne à plusieurs reprises.

## Carrière

### Handballeur
- Débuts à la Jeunesse sportive kairouanaise
- 1969-1973 : Zitouna Sports
- 1973-1979 : Jeunesse sportive kairouanaise

### Entraîneur
- 1974-1979 : Jeunesse sportive kairouanaise
- 1979-1981 : Étoile sportive du Sahel
- 1981-1983 : Jeunesse sportive kairouanaise
- 1983-1984 : Étoile sportive du Sahel
- 1984-mai 1985 : Étoile sportive du Sahel puis entraîneur national adjoint de l'équipe de Tunisie puis Sporting Club de Moknine
- mai 1985-décembre 1987 : Équipe de Tunisie
- avril 1989-septembre 1989 : Équipe de Tunisie
- 1989-1990 : Al-Ahli Djeddah
- 1990-1991 : Club sportif sfaxien
- 1991-1992 : El Makarem de Mahdia
- 1992-1993 : Jeunesse sportive kairouanaise
- 1993-1994 : Club africain
- février 1994-novembre 1996 : Co-entraîneur de l'équipe de Tunisie (avec Saïd Amara)
- 1997 : Espérance sportive de Tunis
- octobre 1998-décembre 2001 : Co-entraîneur de l'équipe de Tunisie (avec Saïd Amara)
- 2003 : Équipe de Tunisie
- 2004-2007 : Espérance sportive de Tunis
- 2007-2008 : Étoile sportive du Sahel
- janvier-février 2009 : Équipe d'Arabie saoudite (lors de la coupe du monde)
- février-juin 2009 : Équipe de Tunisie
- 2010-2011 : Al-Ahli Djeddah
- 2011-2012 : Espérance sportive de Tunis
- 2013 : Association sportive d'Hammamet puis Sporting Club de Moknine
- 2015-2016 : Aigle sportif de Téboulba
- 2016-2017 : El Makarem de Mahdia
- 2017-2018 : Équipe du Maroc[1]
- 2018-? : Club sportif de Sakiet Ezzit

## Palmarès

### Joueur
- Vainqueur de la coupe maghrébine des nations de handball : 1973, 1974
- Finaliste de la coupe de Tunisie : 1972, 1978

### Entraîneur
- Coupe de Palestine en 1987
- Jeux panarabes : 1985
- Championnat d'Afrique des nations : 1994, 1998
- Championnat d'Afrique des nations : 1996
- Jeux méditerranéens : 2001
- Championnat d'Afrique des nations : 1985, 1987, 1989, 2000
- Championnat de Tunisie : 1997, 2005, 2007, 2012
- Coupe de Tunisie : 2005, 2006
- Championnat et coupe d'Arabie saoudite : 1990